# 1368 Numidia
1368 Numidia è un asteroide della fascia principale del diametro medio di circa 19,29 km. Scoperto nel 1935, presenta un'orbita caratterizzata da un semiasse maggiore pari a 2,5236335 au e da un'eccentricità di 0,0623087, inclinata di 14,81971° rispetto all'eclittica.
L'asteroide è dedicato all'omonima regione storica nordafricana.